# Squannit
Squannit (quant, Squaunt, Squanet, Granny Squannit, Granny Squant, Tooquahmi Squannit, Squauanit, Squaunit, Saconet, Old Squant; Little person, wise woman, grandmother, witch), U nekim algonkvijskim legendama (Wampanoag, Mohegan, Pequot) iz Massachusettsa i Connecticuta, Squannit je žena kulturnog heroja Moshupa. Iako se Moshup obično prikazuje kao div, Squannit se smatra jednim od Malih ljudi (makiawisug.) Priče o Squannitu uvelike se razlikuju od zajednice do zajednice, ali ona obično ima magične moći i često se povezuje s morem i olujama-- prema prema nekim legendama, jake oluje uzrokuju Squannitine svađe s njezinim mužem. Squannit se obično opisuje kao sićušna žena ne viša od dvije ili tri stope, s dugom kosom i malim stopalima; njezine se otiske često miješaju sa zečjim. Obično se prikazuje kao starica, a mnogi je pripovjedači od milja zovu Baka Squannit ili Stara Squant.